# Священний цар
Священний цар (лат. rex sacrorum, лат. rex sacrificus, лат. rex sacrificulus) — другий за значимістю після Великого понтифіка служитель культу у Стародавньому Римі. Посада утворена  після вигнання останнього царя Тарквінія Гордого у 510/509 році до н. е.  і проголошення республіки. Цей жрець перейняв релігійні функції, які до того виконували римські монархи. Інші функції перейняли консули.
Священний цар виконував:
1. релігійні обряди (лат. sacra publica) у всіх календах, які раніше відправлялися царями;
2. щотижня оголошував (лат. editio) свята при нундінах;[1]
3. умилостивлював богів при появі поганих ознак;
4. головував в калатних коміціях в dies fissi (24 березня і 24 травня).[2]

Священний цар жив на Священній дорозі (лат. Via Sacra), його посада була довічною. Перші священні царі були патриціями і призначалися авгурами за вказівкою Колегії понтифіків.
Дружина священного царя носила титул лат. regina sacrorum (священна цариця). У день вигнання царів (лат. regifugium) вона здійснювала у коміції жертвопринесення.
Інавгурація новообраних священних царів проходила на калатних коміціях.